# Matija Šarkić
Matija Šarkić (in serbo Матија Шаркић?; Grimsby, 23 luglio 1997 – Budua, 15 giugno 2024) è stato un calciatore montenegrino, di ruolo portiere.

## Biografia
Nato in Inghilterra, a Grimsby, da madre inglese e padre montenegrino, aveva due fratelli, Oliver, suo gemello e di ruolo attaccante, e Danilo, anch'egli calciatore e di due anni più grande. A sette anni, si trasferì a Bruxelles con la famiglia, dove iniziò a giocare a calcio.
Il 15 giugno 2024 fu colto da un malore mentre si trovava con alcuni amici in un appartamento a Budua; morì attorno alle 6:30 dello stesso giorno, all'età di 26 anni.

## Carriera

### Club
Cresciuto nel settore giovanile dell'Anderlecht, il 1º settembre 2015 passò all'Aston Villa.
Il 31 agosto 2017, venne ceduto in prestito al Wigan.

#### Nazionale
Rappresentò sempre il Montenegro nelle nazionali giovanili, esordendo con l'Under-21 il 13 novembre 2015 nel 3-3 contro la Lettonia.
Il 30 ottobre 2019 ricevette la prima convocazione con la nazionale maggiore, con cui debuttò il 19 novembre seguente in amichevole contro la Bielorussia (vinta 2-0), partendo da titolare e disputando tutta la partita.
Il 5 giugno 2024 giocò la sua ultima partita, disputando da titolare l'amichevole persa per 2-0 contro il Belgio, e ricevendo il premio di uomo partita nonostante la sconfitta.

## Statistiche

### Presenze e reti nei club
Statistiche aggiornate all'11 gennaio 2018.
| Stagione        | Squadra         | Campionato      | Campionato | Campionato | Coppe nazionali | Coppe nazionali | Coppe nazionali | Coppe continentali | Coppe continentali | Coppe continentali | Altre coppe | Altre coppe | Altre coppe | Totale | Totale | Totale |
| Stagione        | Squadra         | Comp            | Pres       | Reti       | Comp            | Pres            | Reti            | Comp               | Pres               | Reti               | Comp        | Pres        | Reti        | Pres   | Reti   |        |
| --------------- | --------------- | --------------- | ---------- | ---------- | --------------- | --------------- | --------------- | ------------------ | ------------------ | ------------------ | ----------- | ----------- | ----------- | ------ | ------ | ------ |
| 2017-gen. 2018  | Wigan           | FL1             | 0          | 0          | FACup+CdL       | 2+0             | -3 + -0         | -                  | -                  | -                  | FLT         | 1           | -1          | 3      | -4     |        |
| Totale carriera | Totale carriera | Totale carriera | 0          | 0          |                 | 2               | -3              |                    | -                  | -                  |             | 1           | -1          | 3      | -4     |        |

### Cronologia presenze e reti in nazionale
| Cronologia completa delle presenze e delle reti in nazionale ― Montenegro | Cronologia completa delle presenze e delle reti in nazionale ― Montenegro | Cronologia completa delle presenze e delle reti in nazionale ― Montenegro | Cronologia completa delle presenze e delle reti in nazionale ― Montenegro | Cronologia completa delle presenze e delle reti in nazionale ― Montenegro | Cronologia completa delle presenze e delle reti in nazionale ― Montenegro | Cronologia completa delle presenze e delle reti in nazionale ― Montenegro | Cronologia completa delle presenze e delle reti in nazionale ― Montenegro |
| Data                                                                      | Città                                                                     | In casa                                                                   | Risultato                                                                 | Ospiti                                                                    | Competizione                                                              | Reti                                                                      | Note                                                                      |
| ------------------------------------------------------------------------- | ------------------------------------------------------------------------- | ------------------------------------------------------------------------- | ------------------------------------------------------------------------- | ------------------------------------------------------------------------- | ------------------------------------------------------------------------- | ------------------------------------------------------------------------- | ------------------------------------------------------------------------- |
| 19-11-2019                                                                | Podgorica                                                                 | Montenegro                                                                | 2 – 0                                                                     | Bielorussia                                                               | Amichevole                                                                | -                                                                         |                                                                           |
| 4-9-2021                                                                  | Eindhoven                                                                 | Paesi Bassi                                                               | 4 – 0                                                                     | Montenegro                                                                | Qual. Mondiali 2022                                                       | -4                                                                        |                                                                           |
| 11-10-2021                                                                | Oslo                                                                      | Norvegia                                                                  | 2 – 0                                                                     | Montenegro                                                                | Qual. Mondiali 2022                                                       | -2                                                                        |                                                                           |
| 13-11-2021                                                                | Podgorica                                                                 | Montenegro                                                                | 2 – 2                                                                     | Paesi Bassi                                                               | Qual. Mondiali 2022                                                       | -2                                                                        |                                                                           |
| 16-11-2021                                                                | Podgorica                                                                 | Montenegro                                                                | 1 – 2                                                                     | Turchia                                                                   | Qual. Mondiali 2022                                                       | -2                                                                        |                                                                           |
| 20-11-2022                                                                | Lubiana                                                                   | Slovenia                                                                  | 1 – 0                                                                     | Montenegro                                                                | Amichevole                                                                | -1                                                                        |                                                                           |
| 20-6-2023                                                                 | Podgorica                                                                 | Montenegro                                                                | 1 – 4                                                                     | Rep. Ceca                                                                 | Amichevole                                                                | -4                                                                        |                                                                           |
| 25-3-2024                                                                 | Boztepe                                                                   | Montenegro                                                                | 1 – 0                                                                     | Macedonia del Nord                                                        | Amichevole                                                                | -                                                                         |                                                                           |
| 5-6-2024                                                                  | Bruxelles                                                                 | Belgio                                                                    | 2 – 0                                                                     | Montenegro                                                                | Amichevole                                                                | -2                                                                        |                                                                           |
| Totale                                                                    |                                                                           | Presenze                                                                  | 9                                                                         |                                                                           | Reti                                                                      | -17                                                                       |                                                                           |